# 志賀公江
志賀 公江（しが きみえ、本名：同じ、1948年〈昭和23年〉3月4日 - ）は、日本の漫画家。神奈川県秦野市出身。女性。血液型はA型。神奈川県立大秦野高等学校卒業。
日本漫画家協会・マンガジャパンの各会員である。

## 経歴
デビュー前の西谷祥子がリーダーを務めた肉筆同人誌『墨汁二滴』に参加したのち、
1967年、『週刊マーガレット』8月24日号夏休み増刊（集英社）に掲載された「走れ!かもしか」にてデビュー。1969年から1970年まで『週刊マーガレット』（同）にて連載された、本格テニス漫画の『スマッシュをきめろ!』が代表作。同作品は1971年に『コートにかける青春』のタイトルでテレビドラマ化もされフジテレビ系列で放送された。
1970年代の半ばまで主に『週刊マーガレット』にて活動し、その後は他誌でも執筆。1980年代以降は、ホステスの世界を描いた『虹子ララバイ』などレディースコミックの分野を中心で活躍。
単行本は初期の作品を中心に長らく絶版となっているものが多かったが、1998年10月に双葉社より『スマッシュをきめろ!』が、当初刊行されたマーガレットコミックス（集英社）には収録されなかった部分も含めた完全版として復刊され、その後も数作品が復刊されている。
2011年4月から京都造形芸術大学（現・京都芸術大学）芸術学部に新設された「マンガ学科」学科長に就任し、2017年3月に退任するまで漫画家の育成指導に務めた。

### 代表作について
編集委員会の委員長を石ノ森章太郎が務めた『日本漫画家名鑑500』にて、『真夜中族の反乱』・『薄墨色のスクリーン』・『狼の条件』・『スマッシュをきめろ！』の4作品の書影を代表作として掲載。
またp.442のほぼ1頁分に当たる作品イラストには、『虹子ララバイ』第32話「Blue Rain」のエピソードで店を居抜きで800万円で譲渡してくれた雪乃を思い出しながら、野心に燃える雪乃の養女・沙樹に店の登記簿を預けるか迷う虹子の場面が採用されている。
しかし記事本文では「代表作や自信作はなく、これから描く」と作者が旺盛な意欲を示したとの記述もある（1992時点。）
その後、1998年刊行双葉文庫名作シリーズの復刻版『スマッシュをきめろ!』のカバー折り返しにある著作者プロフィールでは、『おしゃれなシャンゼリゼ』・『花と龍』・『虹子ララバイ』・『トルファンの西』など多数と代表作が記載された。

## 作品リスト
- 走れ!かもしか
- スマッシュをきめろ!
- 狼の条件
- はつこい宣言
- 亜子とサムライたち
- おしゃれなシャンゼリゼ
- 燃えろ!太陽
- ルルが風にのって
- 未来からきたベレル
- 太陽の恋人たち
- ビーナスへの道
- 花と竜
- 燃えろ！スパイク
- 真っ赤なストローク
- 青春フルコース
- 虹子ララバイ
- トルファンの西
- エリザは緋と燃えた
- リングの女王[12]
- 青春ファイター[12]